# Abaria devavrata
Abaria devavrata är en nattsländeart som beskrevs av Schmid 1982. Abaria devavrata ingår i släktet Abaria och familjen Xiphocentronidae. Inga underarter finns listade i Catalogue of Life.